# Funkční materiál
Funkční materiály (neboli termoprádlo) jsou mnoha druhů. Ve výsledku tento pojem obsahuje materiály, jež nějakým způsobem reagují na vnější vlivy. Dnes se již zpracování funkčních materiálů stalo standardním odvětvím v textilním průmyslu a stále více pronikají do běžného života. Tento textilní materiál v posledních letech získal velkou oblibu. Funkční oblečení využívají jak profesionální, tak amatérští sportovci při cestě za svými cíli. Oblečení z tohoto materiálu v první řadě odvádí pot směrem od těla pomocí speciálních vláken. Na okraji oblečení se pak pot z těchto vláken vypařuje a udržuje tělo v suchu.

## Funkční materiál v bodech
- Prodyšný
- Lehký
- Odvádí pot
- Speciální vlákna

## Oblasti využití
- Při sportu
- Při práci

## Z čeho se vyrábí a jak funguje
Funkční oblečení se vyrábí ze syntetických vláken nebo ze kombinovaných materiálů obsahující syntetická vlákna. Tato syntetická vlákna bývají standardního kulatého, oválného nebo podobně jednoduchého tvaru. Často firmy proklamují i vlákno o tvaru hvězdy, aby mohlo co nejsnadněji a nejrychleji absorbovat pot, který pak odvádí od těla. Kousek pravdy na tom bude, jelikož pak má vlákno větší absorpční plochu. Tento materiál však má již jako základní vlastnost dobrou absorpci vlhkosti a tepla a tvar vlákna je pak již reklamní trik, jelikož na vlastnosti materiálu již nemá až tak zásadní vliv. Nejčastěji se tento materiál vyrábí z polyesterového hedvábí (PESh) nebo případně polypropylenu (PP). Jelikož PESh ani PP nejsou zrovna pružné materiály, tak se na přání klienta pro zajištění elasticity přidávají třeba vlákna lycry. Velký rozdíl pak je už u vláken s označením například CoolPlus. Tyto vlákna PESh a PP jsou již dutá a tím pomáhají v chladnějších podmínkách regulovat tělesnou teplotu. Vzduch uvnitř vláken se ohřeje na tělesnou teplotu, čímž tělo zahřívá a to pak ušetřenou energii využije pro vyšší fyzický výkon místo termoregulace. Veškeré funkční oblečení by mělo těsně přiléhat k tělu a tudíž je na švy a spoje použita technologie plochého švu, například FlatLock. Tím se zamezí otlakům od švů a zvyšuje to tak komfort nošení tohoto typu oblečení.

## Vlákna funkčního oblečení
Vlákna polyesterového hedvábí a polypropylenu používaného pro tento typ textilu jsou často v různých tvarech v průřezu. Mohou to být hvězdy, ovály, vroubkované ovály, a tak podobně. Mohou však být i dutá, čímž získávají výborné termoizolační vlastnosti. Kombinací těchto vláken dosáhnete téměř ideálního chování funkčního oblečení pro náročné sportovní a pracovní využití. V některých případech se do vláken přidávají i ionty stříbra, které zajišťují částečnou antibakteriální ochranu. Tvar vláken až tak zásadně účinnost oblečení neovlivňuje. Důležitý je právě samotný materiál.

## Nejčastější kombinace materiálů
| Typ               | Složení                     | Výsledek                              |
| ----------------- | --------------------------- | ------------------------------------- |
| Standard          | 100% PESh,PP                | Standardní funkční oblečení           |
| Pohodlný sport    | 94% PESh,PP / 6% Lycra      | Malý podíl lycry kvůli elasticitě     |
| Chladné prostředí | 60% PESh, PP / 40% CoolPlus | Mimo standardní funkci i termoizolace |

Jsou tu však možné stovky různých poměrů a kombinací materiálů. Správnou kombinací se dosáhne kýženého výsledku a oblečení tak bude vždy připraveno přesně pro jeho primární účel a použití. Sportovci často používají v chladnějších obdobích více vrstev funkčního oblečení. Jako první vrstvu zpravidla vybírají tu elastičtější s příměsí lycry. Druhá vrstva buď CoolPlus či standardní bez příměsi (záleží na povětrnostních podmínkách) a pokud použijí ještě třetí vrstvu, tak už je to nejčastěji právě CoolPlus.